# Arnium ovale
Arnium ovale är en svampart som tillhör divisionen sporsäcksvampar, och som beskrevs av Roy Franklin Cain och Jaffar Hussain Mirza. Arnium ovale ingår i släktet Arnium, och familjen Lasiosphaeriaceae. Arten är reproducerande i Sverige.